# Poyangsjön

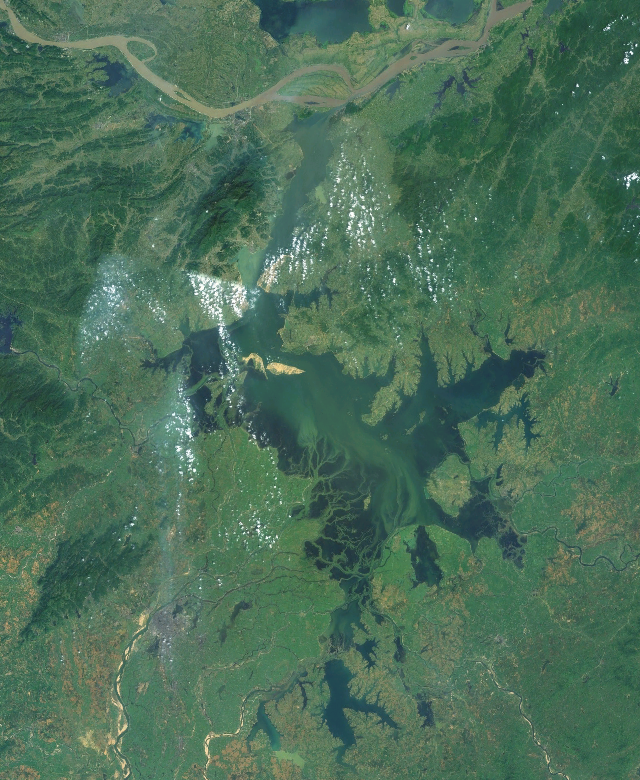
Satellitbild av Poyang

Poyangsjön eller Poyang Hu (kinesiska :鄱阳湖, pinyin: Póyáng Hú), är en sjö belägen i provinsen Jiangxi, och är den största sötvattenssjön i Kina. Den har en yta på 3585 km² och en volym på 25 km³. 
Beroende på regnperioden i varierar den från 1.000 km² till 4,400 km². Dimensionerna är 170 x 17 km och det genomsnittliga djupet är åtta meter. Vattenytan ligger i genomsnitt 12 meter över havet. Under regntiden är det maximala djupet 25,1 meter. I sjöns närområde lever ungefär 8 miljoner personer.
Floderna Gan Jiang och Xiu rinner in i sjön, som är sammanbunden till Chang Jiang (Yangtse) genom en kanal. 
Slaget vid Poyangsjön inträffade år 1363.
Året 1983 inrättades ett naturreservat som täcker större delar av sjön för att skydda flyttfåglarnas bestånd. Sjön är en betydande rastplats och övervintringsgrund för bland annat snötrana. Under vissa år besöks sjön av cirka 4000 exemplar. Andra typiska besökare är amurstork, glasögontrana, svangås och mindre sångsvan. I reservatets våtmarker registrerades cirka 310 olika fågelarter, 45 däggdjursarter, 48 olika kräldjursarter, 136 fiskarter och 227 olika insektsarter. Reservatet var ett av de första i Kina som anslöt till Ramsarkonventionen.